# Thyreophora
Los tireóforos (Thyreophora, gr. "portador de escudos") son un suborden de dinosaurios ornitisquios. Se han encontrado restos fósiles en todos los continentes, en pisos que van desde el   Hettangiense, en el Jurásico Inferior, al Maastrichtiense, en el Cretácico superior. Tradicionalmente se ha subdividido en dos infraórdenes, los estegosaurios y los anquilosaurios.

## Descripción
Los tireóforos eran herbívoros. Los géneros más tempranos fueron bípedos, pero fueron evolucionando hacia formas cuadrúpedas a la par que su tamaño aumentaba. Estaban dotados de armaduras dérmicas en las regiones dorsal y superior del cuerpo. 
Su longitud iba desde 1 metro, las especies más ligeras, hasta 10 metros. 

## Historia
Thyreophora fue creado por Nopcsa en 1915, agrupando, en un principio, a los ceratopsianos y a todos los ornitisquios cuadrúpedos, usando al anquilosaurio y a los tricerátopos como especificadores externos. Las revisiones de Sereno en 1986 y 1998 y la publicación del libro “The Dinosaurio” de Weishampel et al., en el 2004, reformaron a este taxón.
Scutellosaurus es la forma más básica conocida con restos razonablemente buenos , se parece a la mayoría de los ornitisquios basales, pequeño, con un cuello corto y larga cola, comportándose como un corredor bípedo, pero más robusto y con una incipiente armadura. Otra forma extremadamente primitiva, y no tan bien conocido, es el Tatisaurus, conocido por un  dentario aislado es el miembro conocido más temprano del Thyreophora,  todavía no muy lejano de su antepasado fabrosáurido. 
Thyreophora fue restablecido en los años 1980 para contener los dinosaurios acorazados, que por el principio de los 1990 consistieron en los anquilosaurianos y los estegosaurianos. Hay pocos caracteres que apoyan este clado, la posesión de coraza dorsal, armadura parasagital de pies a cabeza, siendo bastante fuertes. Sin embargo, algunos investigadores creen que los estegosaurianos pueden no pertenecer a este, lo que dejarían los anquilosaurianos solos aquí con algunos taxones básicos. Se ha sugerido que los estegosaurianos realmente estén vinculado más estrechamente a los ornitópodos, pero se los sigue clasificando generalmente juntos, con los scelidosáuridos como el grado basal del cual los otros dos clados, siendo parafilético.

## Clasificación
Thyreophora se define como el clado más inclusivo que contiene al Ankylosaurus magniventris (Brown, 1908) pero no al Parasaurolophus walkeri (Parks, 1922), ni al Pachycephalosaurus wyomingensis (Brown & Schlaikjer, 1943) ni al Triceratops horridus (Marsh, 1889).

### Taxonomía
- Suborden Thyreophora
  - Tatisaurus?
  - Scutellosaurus
  - Jakapil
    - Familia Scelidosauridae
      - Scelidosaurus
      - Bienosaurus

    - Clado Eurypoda
      - Brachypodosaurus?
      - Lusitanosaurus?
      - Infraorden Stegosauria
        - Familia Huayangosauridae
        - Familia Stegosauridae

      - Infraorden Ankylosauria
        - Minmi
        - Antarctopelta
        - Familia Nodosauridae
        - Familia Ankylosauridae

### Filogenia
Existen dos ideas de la filogenia de Thyrephora:
- La versión de Thyreophora por Soto-Acuña y colegas (2021) en su artículo descriptor de Stegouros[3] (que expande las ideas de Richard S. y colegas (2011)),[4] sigue la visión más tradicional de Stegosauria y Ankylosauria como los parientes más cercanos entre sí. Además sugiere la creación de una nueva división cladística dentro de Ankylosauria: Parankylosauria y Euankylosauria, compuestos por géneros de Gondwana y Laurasia respectivamente.Esta nueva división sugiere que tanto las colas armadas como las extremidades robustas evolucionaron convergentemente en Stegosauria y Ankylosauria, ya que el único paranquilosaurio en tener algún tipo de mazo en la cola es Stegouros y las extremidades preservadasson más esbeltas.[3]

|  | Huayangosaurus |
|  |                |
|  | Stegosauridae  |
|  |                |

|  | Kunbarrasaurus                                              |
|  |                                                             |
|  | \| \| Antarctopelta \| \| \| \| \| \| Stegouros \| \| \| \| |
|  |                                                             |
|  | Antarctopelta                                               |
|  |                                                             |
|  | Stegouros                                                   |
|  |                                                             |

|  | Antarctopelta |
|  |               |
|  | Stegouros     |
|  |               |

|  | Ankylosauridae |
|  |                |
|  | Nodosauridae   |
|  |                |

|  | Kunbarrasaurus                                              |
|  |                                                             |
|  | \| \| Antarctopelta \| \| \| \| \| \| Stegouros \| \| \| \| |
|  |                                                             |
|  | Antarctopelta                                               |
|  |                                                             |
|  | Stegouros                                                   |
|  |                                                             |

|  | Antarctopelta |
|  |               |
|  | Stegouros     |
|  |               |

|  | Ankylosauridae |
|  |                |
|  | Nodosauridae   |
|  |                |

|  | Huayangosaurus |
|  |                |
|  | Stegosauridae  |
|  |                |

|  | Kunbarrasaurus                                              |
|  |                                                             |
|  | \| \| Antarctopelta \| \| \| \| \| \| Stegouros \| \| \| \| |
|  |                                                             |
|  | Antarctopelta                                               |
|  |                                                             |
|  | Stegouros                                                   |
|  |                                                             |

|  | Antarctopelta |
|  |               |
|  | Stegouros     |
|  |               |

|  | Ankylosauridae |
|  |                |
|  | Nodosauridae   |
|  |                |

|  | Kunbarrasaurus                                              |
|  |                                                             |
|  | \| \| Antarctopelta \| \| \| \| \| \| Stegouros \| \| \| \| |
|  |                                                             |
|  | Antarctopelta                                               |
|  |                                                             |
|  | Stegouros                                                   |
|  |                                                             |

|  | Antarctopelta |
|  |               |
|  | Stegouros     |
|  |               |

|  | Ankylosauridae |
|  |                |
|  | Nodosauridae   |
|  |                |

|  | Huayangosaurus |
|  |                |
|  | Stegosauridae  |
|  |                |

|  | Kunbarrasaurus                                              |
|  |                                                             |
|  | \| \| Antarctopelta \| \| \| \| \| \| Stegouros \| \| \| \| |
|  |                                                             |
|  | Antarctopelta                                               |
|  |                                                             |
|  | Stegouros                                                   |
|  |                                                             |

|  | Antarctopelta |
|  |               |
|  | Stegouros     |
|  |               |

|  | Ankylosauridae |
|  |                |
|  | Nodosauridae   |
|  |                |

|  | Kunbarrasaurus                                              |
|  |                                                             |
|  | \| \| Antarctopelta \| \| \| \| \| \| Stegouros \| \| \| \| |
|  |                                                             |
|  | Antarctopelta                                               |
|  |                                                             |
|  | Stegouros                                                   |
|  |                                                             |

|  | Antarctopelta |
|  |               |
|  | Stegouros     |
|  |               |

|  | Ankylosauridae |
|  |                |
|  | Nodosauridae   |
|  |                |

|  | Huayangosaurus |
|  |                |
|  | Stegosauridae  |
|  |                |

|  | Kunbarrasaurus                                              |
|  |                                                             |
|  | \| \| Antarctopelta \| \| \| \| \| \| Stegouros \| \| \| \| |
|  |                                                             |
|  | Antarctopelta                                               |
|  |                                                             |
|  | Stegouros                                                   |
|  |                                                             |

|  | Antarctopelta |
|  |               |
|  | Stegouros     |
|  |               |

|  | Ankylosauridae |
|  |                |
|  | Nodosauridae   |
|  |                |

|  | Kunbarrasaurus                                              |
|  |                                                             |
|  | \| \| Antarctopelta \| \| \| \| \| \| Stegouros \| \| \| \| |
|  |                                                             |
|  | Antarctopelta                                               |
|  |                                                             |
|  | Stegouros                                                   |
|  |                                                             |

|  | Antarctopelta |
|  |               |
|  | Stegouros     |
|  |               |

|  | Ankylosauridae |
|  |                |
|  | Nodosauridae   |
|  |                |

|  | Huayangosaurus |
|  |                |
|  | Stegosauridae  |
|  |                |

|  | Kunbarrasaurus                                              |
|  |                                                             |
|  | \| \| Antarctopelta \| \| \| \| \| \| Stegouros \| \| \| \| |
|  |                                                             |
|  | Antarctopelta                                               |
|  |                                                             |
|  | Stegouros                                                   |
|  |                                                             |

|  | Antarctopelta |
|  |               |
|  | Stegouros     |
|  |               |

|  | Ankylosauridae |
|  |                |
|  | Nodosauridae   |
|  |                |

|  | Kunbarrasaurus                                              |
|  |                                                             |
|  | \| \| Antarctopelta \| \| \| \| \| \| Stegouros \| \| \| \| |
|  |                                                             |
|  | Antarctopelta                                               |
|  |                                                             |
|  | Stegouros                                                   |
|  |                                                             |

|  | Antarctopelta |
|  |               |
|  | Stegouros     |
|  |               |

|  | Ankylosauridae |
|  |                |
|  | Nodosauridae   |
|  |                |

|  | Huayangosaurus |
|  |                |
|  | Stegosauridae  |
|  |                |

|  | Kunbarrasaurus                                              |
|  |                                                             |
|  | \| \| Antarctopelta \| \| \| \| \| \| Stegouros \| \| \| \| |
|  |                                                             |
|  | Antarctopelta                                               |
|  |                                                             |
|  | Stegouros                                                   |
|  |                                                             |

|  | Antarctopelta |
|  |               |
|  | Stegouros     |
|  |               |

|  | Ankylosauridae |
|  |                |
|  | Nodosauridae   |
|  |                |

|  | Kunbarrasaurus                                              |
|  |                                                             |
|  | \| \| Antarctopelta \| \| \| \| \| \| Stegouros \| \| \| \| |
|  |                                                             |
|  | Antarctopelta                                               |
|  |                                                             |
|  | Stegouros                                                   |
|  |                                                             |

|  | Antarctopelta |
|  |               |
|  | Stegouros     |
|  |               |

|  | Ankylosauridae |
|  |                |
|  | Nodosauridae   |
|  |                |

|  | Huayangosaurus |
|  |                |
|  | Stegosauridae  |
|  |                |

|  | Kunbarrasaurus                                              |
|  |                                                             |
|  | \| \| Antarctopelta \| \| \| \| \| \| Stegouros \| \| \| \| |
|  |                                                             |
|  | Antarctopelta                                               |
|  |                                                             |
|  | Stegouros                                                   |
|  |                                                             |

|  | Antarctopelta |
|  |               |
|  | Stegouros     |
|  |               |

|  | Ankylosauridae |
|  |                |
|  | Nodosauridae   |
|  |                |

|  | Kunbarrasaurus                                              |
|  |                                                             |
|  | \| \| Antarctopelta \| \| \| \| \| \| Stegouros \| \| \| \| |
|  |                                                             |
|  | Antarctopelta                                               |
|  |                                                             |
|  | Stegouros                                                   |
|  |                                                             |

|  | Antarctopelta |
|  |               |
|  | Stegouros     |
|  |               |

|  | Ankylosauridae |
|  |                |
|  | Nodosauridae   |
|  |                |

|  | Huayangosaurus |
|  |                |
|  | Stegosauridae  |
|  |                |

|  | Kunbarrasaurus                                              |
|  |                                                             |
|  | \| \| Antarctopelta \| \| \| \| \| \| Stegouros \| \| \| \| |
|  |                                                             |
|  | Antarctopelta                                               |
|  |                                                             |
|  | Stegouros                                                   |
|  |                                                             |

|  | Antarctopelta |
|  |               |
|  | Stegouros     |
|  |               |

|  | Ankylosauridae |
|  |                |
|  | Nodosauridae   |
|  |                |

|  | Kunbarrasaurus                                              |
|  |                                                             |
|  | \| \| Antarctopelta \| \| \| \| \| \| Stegouros \| \| \| \| |
|  |                                                             |
|  | Antarctopelta                                               |
|  |                                                             |
|  | Stegouros                                                   |
|  |                                                             |

|  | Antarctopelta |
|  |               |
|  | Stegouros     |
|  |               |

|  | Ankylosauridae |
|  |                |
|  | Nodosauridae   |
|  |                |

- La revisión de relaciones en el suborden de David Norman (2020) en la que encontró Stegosauria como el miembro más basal de Thyreophora, basado en un análisis comparativo de Scelidosaurus y otros miembros del clado.[5] Incluyendo la posición de Jakapil según Facundo J. Riguetti y colegas (2022).[6]

|  | Scelidosaurus                  |
|  |                                |
|  | Jakapil                        |
|  |                                |
|  | \| \| Ankylosauria \| \| \| \| |
|  |                                |
|  | Ankylosauria                   |
|  |                                |

|  | Ankylosauria |
|  |              |

|  | Scelidosaurus                  |
|  |                                |
|  | Jakapil                        |
|  |                                |
|  | \| \| Ankylosauria \| \| \| \| |
|  |                                |
|  | Ankylosauria                   |
|  |                                |

|  | Ankylosauria |
|  |              |

|  | Scelidosaurus                  |
|  |                                |
|  | Jakapil                        |
|  |                                |
|  | \| \| Ankylosauria \| \| \| \| |
|  |                                |
|  | Ankylosauria                   |
|  |                                |

|  | Ankylosauria |
|  |              |

|  | Scelidosaurus                  |
|  |                                |
|  | Jakapil                        |
|  |                                |
|  | \| \| Ankylosauria \| \| \| \| |
|  |                                |
|  | Ankylosauria                   |
|  |                                |

|  | Ankylosauria |
|  |              |

|  | Scelidosaurus                  |
|  |                                |
|  | Jakapil                        |
|  |                                |
|  | \| \| Ankylosauria \| \| \| \| |
|  |                                |
|  | Ankylosauria                   |
|  |                                |

|  | Ankylosauria |
|  |              |

|  | Scelidosaurus                  |
|  |                                |
|  | Jakapil                        |
|  |                                |
|  | \| \| Ankylosauria \| \| \| \| |
|  |                                |
|  | Ankylosauria                   |
|  |                                |

|  | Ankylosauria |
|  |              |

|  | Scelidosaurus                  |
|  |                                |
|  | Jakapil                        |
|  |                                |
|  | \| \| Ankylosauria \| \| \| \| |
|  |                                |
|  | Ankylosauria                   |
|  |                                |

|  | Ankylosauria |
|  |              |

|  | Scelidosaurus                  |
|  |                                |
|  | Jakapil                        |
|  |                                |
|  | \| \| Ankylosauria \| \| \| \| |
|  |                                |
|  | Ankylosauria                   |
|  |                                |

|  | Ankylosauria |
|  |              |